# Quận York, Pennsylvania
Quận York (tiếng Anh:York County) là một quận nằm trong tiểu bang Pennsylvania. Năm 2004, dân số quận ước tính là 401.613 người. Quận York nằm trong Thung lũng Susquehanna, một vùng nông nghiệp màu mỡ rộng lớn ở South Central Pennsylvania.
Quận York đã được tạo lập vào ngày 19 tháng 8 năm 1749, từ một phần của quận Lancaster và đặt tên hoặc cho Công tước xứ York, một người bảo trợ đầu tiên của gia đình Penn, hoặc cho các thành phố và shire của York ở Anh. Quận lỵ của nó là thành phố York6.
Căn cứ trên Các điều khoản Liên bang được thông qua ở York bởi Hội nghị Lục địa Thứ nhì ngày 15 tháng 11 năm 1777, chính quyền địa phương và cộng đồng doanh nghiệp đã bắt đầu đề cập York vào thập niên 1960 như là thủ đô đầu tiên của Hợp chúng quốc Hoa Kỳ. Việc gán ghép này đã bị các nhà sử học tranh luận kể từ thời điểm đó. Hội nghị đã coi York, và quận Wrightsville, nằm ở bờ đông của quận York cùng với sông Susquehanna, là thủ đô lâu dài của Hoa Kỳ trước khi Washington, D.C. được chọn.

## Địa lý
Theo Cục điều tra Dân số Hoa Kỳ, quận có tổng diện tích 910 dặm Anh vuông (2.358 km²), trong đó có 904 dặm Anh vuông (2.343 km²) là diện tích đất còn 6 dặm Anh vuông (15 km²) (chiếm 0,64%) là diện tích mặt nước. Phía đông quận này giáp sông Susquehanna. Phía nam giáp Mason-Dixon Line, tuyến chia Pennsylvania với Maryland.

### Các quận giáp ranh
- Quận Cumberland (phía bắc)
- Quận Dauphin (phía đông bắc)
- Quận Lancaster (phía đông)
- Quận Harford, Maryland (đông nam)
- Quận Baltimore, Maryland (phía nam)
- Quận Carroll, Maryland (tây nam)
- Quận Adams (phía tây)

## Thông tin nhân khẩu

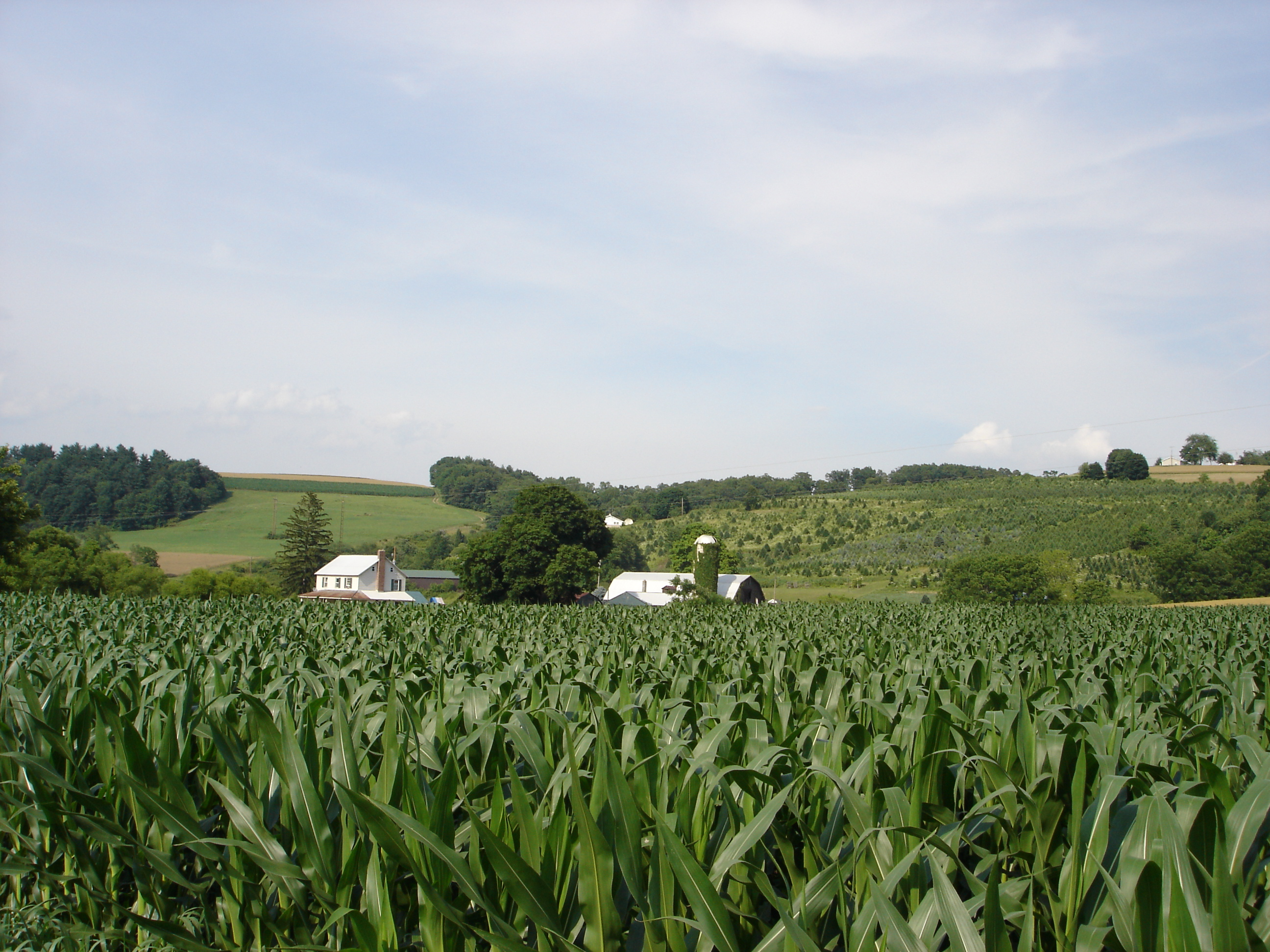
Một nông trang ở quận York, Pennsylvania

Theo điều tra dân 2 năm 2000, quận đã có 381.751 người, 148.219 hộ, và 105.531 gia đình sống trong quận. Mật độ dân số là 422 người trên một dặm vuông (163/km ²). Đã có 156.720 đơn vị nhà ở với mật độ trung bình là 173 dặm vuông (67/km ²). Cơ cấu chủng tộc của quận gồm: 92,76% người da trắng, 3,69% người Mỹ gốc Phi, 0,18% người Mỹ bản xứ, 0,86% người châu Á, Thái Bình Dương 0,03%, 1,39% từ các chủng tộc khác, và 1,10% từ hai hoặc nhiều chủng tộc. Hispanic hay Latino thuộc chủng tộc nào được 2,96% dân số. 42,0% là của Đức, 12,6% người Mỹ, Ailen 7,7%, 6,4% và 5,1% người Anh gốc Ý theo điều tra dân số năm 2000. 94,8% nói tiếng Anh còn số người nói tiếng Tây Ban Nha 2,9% là ngôn ngữ đầu tiên của họ.
Quận có 148.219 hộ, trong đó 32,50% có trẻ em dưới 18 tuổi sống chung với họ, 58,30% là các cặp vợ chồng sống với nhau, 9,00% có chủ hộ là nữ không có mặt chồng, và 28,80% là không lập gia đình. 23,30% của tất cả các hộ gia đình đã được tạo thành từ các cá nhân và 9,20% có người sống một mình 65 tuổi trở lên đã được người. Bình quân mỗi hộ là 2,52 và cỡ gia đình trung bình là 2,98.
Trong quận, cơ cấu tuổi dân số gồm 24,60% ở độ tuổi dưới 18, 7,50% 18-24, 30,30% 25-44, 24,00% 45-64, và 13,50% người 65 tuổi trở lên. Tuổi trung bình là 38 năm. Cứ mỗi 100 nữ có 96,70 nam giới. Cứ mỗi 100 nữ 18 tuổi trở lên, đã có 93,80 nam giới. 